# Sorà Barea
Quint Marci Barea Sorà conegut com a Sorà Barea (probablement el seu nom complet era Quintus Marcius Barea Soranus o Soranus Servilius Barea, ja que tenia una filla de nom Servília) va ser un magistrat romà del segle i.
Era cònsol sufecte l'any 52 sota l'emperador Claudi i més tard procònsol d'Àsia. Per la seva justícia i zel en el govern de la província va ser odiat per Neró i acusat per Ostori Sabí, un cavaller romà, l'any 66 de plans de traïció quan era a la província juntament amb la seva filla, que tenia menys de vint anys i era sospitosa d'haver consultat els endevins per saber la sort del seu pare. Sorà i la seva filla, Servília, van ser condemnats a mort i executats, i se'ls va permetre poder triar la forma d'execució. L'acusador principal conra Sorà Barea va ser Publi Egnaci Celer, un filòsof estoic anteriorment mestre de Sorà. A aquest fet luctuós al·ludeix Juvenal en una sàtira. Egnaci va obtenir grans recompenses de Neró, però després va ser acusat per Musoni Ruf sota Vespasià i condemnat a mort.
Sorà era membre de la gens Màrcia, i fill del cònsol sufecte Quint Marci Barea Sorà. El seu germà va ser el senador romà Quint Marci Barea Sura.